# Фантом из Хайльбронна

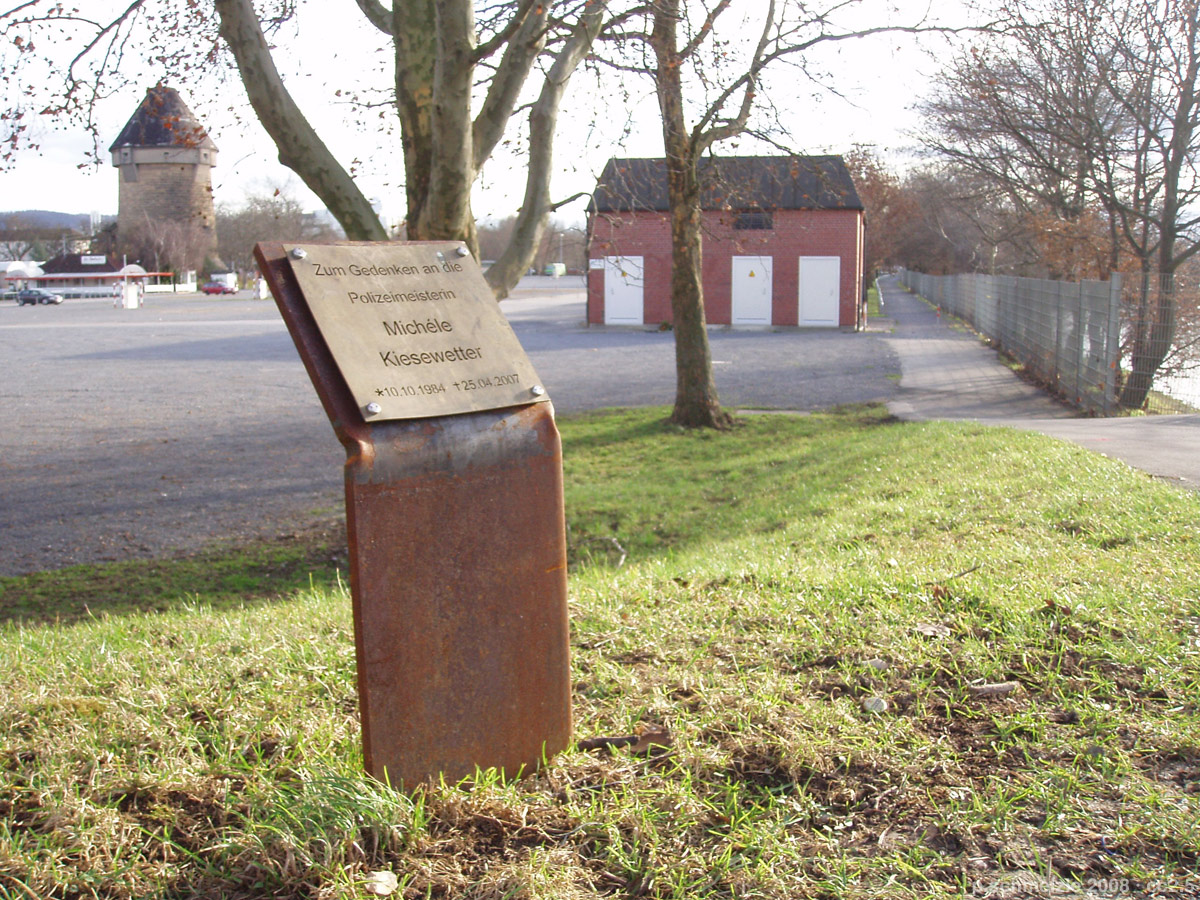
Мемориал на месте убийства Мишель Кизеветтер.

Фантом из Хайльбронна или «Женщина без лица» — вымышленная преступница, грабительница и серийная убийца. Существование этой женщины предположили после того, как один и тот же образец ДНК был найден на месте нескольких преступлений, совершенных между 1993 и 2008 годами в Австрии, Франции и Германии. Всего ДНК «фантома» фигурировало в 40 различных не связанных между собой преступлениях. Название было дано по городу Хайльбронна в Германии, где была убита сотрудница полиции. Дело «фантома» широко обсуждалось в прессе, так как казалось невероятным и захватывающим, что один человек мог быть ответственен за такое количество совершенно разных преступлений. 
Спустя годы полиция пришла к выводу, что никакой серийной убийцы не существует, а ДНК женщины оказалось в образцах с мест преступлений из-за лабораторной ошибки. Личность обладательницы ДНК не была раскрыта, но, вероятно, это была работница фабрики по производству ватных палочек (во всех случаях палочки для сбора образцов были с одной и той же фабрики).

## Начало «серии»
25 апреля 2007 года, 22-летняя женщина-полицейский Мишель Кизеветтер была смертельно ранена в Хайльбронне. Её 24-летний коллега получил несколько угрожающих жизни травм и впал в кому. Позже он очнулся, но ничего не мог вспомнить из происшедшего. Оружие и наручники офицеров были украдены.
ДНК, принадлежавшая «убийце», была обнаружена:
1. На месте убийства 62-летней женщины 25-26 мая 1993 года в Идар-Оберштейне.
2. На месте убийства 61-летнего мужчины 21 марта 2001 года в Фрайбурге.
3. На шприце, содержащем героин, в октябре 2001 года в лесном массиве вблизи Герольштайна.
4. На остатках печенья в трейлере, взломанном ночью 24 октября 2001 года в Буденхайме.
5. После кражи в магазине оптики в Гальнойкирхене (Верхняя Австрия) в марте 2007 года.
6. На автомобиле, использовавшемся для перевозки тел грузин, убитых 30 января 2008 года в Хеппенхайме.
7. На месте квартирной кражи в Оберстенфельде-Гронау в ночь на 9 апреля 2008 года.
8. В машине медсестры, которая была найдена мёртвой в конце октября 2008 года возле Вайнсберга.

Этот список далеко не полный, всего «Фантому» приписывалось более 40 преступлений.

## Расследование
Проведённый в Австрии анализ мтДНК показал, что «преступница» происходит, скорее всего, из Восточной Европы или России. В Германии тест ДНК не может использоваться как доказательство, а только для определения пола преступника. В январе 2009 года награду за информацию о возможном нахождении преступника увеличили до 300 тысяч евро.
Существование убийцы иногда ставилось под сомнение, но в марте 2009 года дело приняло новый оборот. Следователи проверили последовательность ДНК, взятую у сгоревшего беженца во Франции. Она оказалась аномальной, так как была женской, хотя погибший был мужчиной. Впоследствии они пришли к выводу, что женщины не существует, а ошибочные результаты обусловлены использованием загрязненных ватных палочек.
ДНК принадлежала упаковщице баварской фабрики, где производились ватные палочки, уроженке Восточной Европы.  Несмотря на то, что палочки были стерильными, они были непригодны для работы с ДНК. После этого сообщения о ДНК этого «убийцы» не поступали.

## В массовой культуре
- Случай послужил основой для эпизода «Счёт мертвых» в сериале «C.S.I.: Место преступления Нью-Йорк».
- Также случай стал основой сюжета эпизода «По следу» телесериала «Элементарно».
- В переработанном виде сюжет использован в книге Саши Филипенко «Возвращение в Острог».